# Christian Friesl
Christian Friesl (* 11. September 1960 in Vorau, Steiermark) ist ein österreichischer Theologe und Autor.

## Leben
Aufgewachsen ist Christian Friesl in Pinkafeld im Burgenland. Er studierte an der Universität Wien Theologie. 2001 habilitierte er im Fach Pastoraltheologie, 2007 schloss er einen MBA an der Wirtschaftsuniversität Wien ab.
Von 1982 bis 1988 war er Religionslehrer an verschiedenen Schulen in Wien. Ab 1988 begann er seine Mitarbeit am Institut für Pastoraltheologie der Universität Wien, ab 1992 war er als Universitätsassistent tätig und ab 2001 als a.o. Universitätsprofessor.
1988 wurde er Vorsitzender des Österreichischen Instituts für Jugendforschung und erfüllte diese Funktion bis 1997. Von 1997 bis 2003 war er Präsident der Katholischen Aktion Österreich. In dieser Funktion wurde Christian Friesl unter anderem aufgrund von teilweise öffentlich ausgetragenen Kontroversen mit dem damaligen Ortsbischof von Sankt Pölten, Kurt Krenn, bekannt.
Ab 2001 war Friesl Bereichsleiter für Gesellschaftspolitik in der Industriellenvereinigung, seit 2013 leitet er dort den Bereich Bildung und Gesellschaft.
Am Institut für Praktische Theologie der Universität Wien beschäftigt sich Friesl vor allem mit Werteforschung und leitet den Forschungsverbund Interdisziplinäre Werteforschung.

## Publikationen (Auswahl)
- mit Julian Aichholzer, Sanja Hajdinijak, Sylvia Kritzinger: Quo Vadis Österreich? Wertewandel zwischen 1990 und 2018. Czernin, Wien 2019, ISBN 978-3-7076-0665-2.
- mit Regina Polak, Ursula Hamachers-Zuba (Hrsg.): Die Österreicher-innen: Wertewandel 1990–2008. Czernin, Wien 2009, ISBN 978-3-7076-0295-1.
- Erfolg mit Verantwortung: Die strategische Kraft von Corporate Social Responsibility. Universitätsverlag facultas.wuv, Wien 2008, ISBN 978-3-7089-0253-1.
- mit Ingrid Kromer, Regina Polak: Lieben, Leisten, Hoffen: Die Wertewelt junger Menschen in Österreich. Czernin, Wien 2008, ISBN 978-3-7076-0259-3.

## Audio (Auswahl)
- Über Gewinn und Gerechtigkeit, Gedanken für den Tag, ORF Religion, 2006.[4]